# Frontière entre le Guatemala et le Honduras
La frontière entre le Guatemala et le Honduras est une frontière administrative se situant à l’est du Guatemala et au nord-ouest du Honduras.
Longue de 256 km, c’est, du côté guatémaltèque, la troisième plus grande frontière après celles qui séparent le pays du Mexique et du Belize et devant celle qui le sépare du Salvador ; pour la partie hondurienne, c’est la plus petite frontière après celles avec le Nicaragua et avec le Salvador.
Elle s’étend sur un axe nord-est sud-ouest, partant du golfe du Honduras, dans la mer des Caraïbes à l’embouchure de la Motagua, un fleuve qui prend sa source au Guatemala et qui va marquer la frontière entre les deux pays pendant quelques kilomètres. Elle est prolongée, toujours sur un axe-nord-est sud-ouest par la frontière séparant le Guatemala du Salvador.

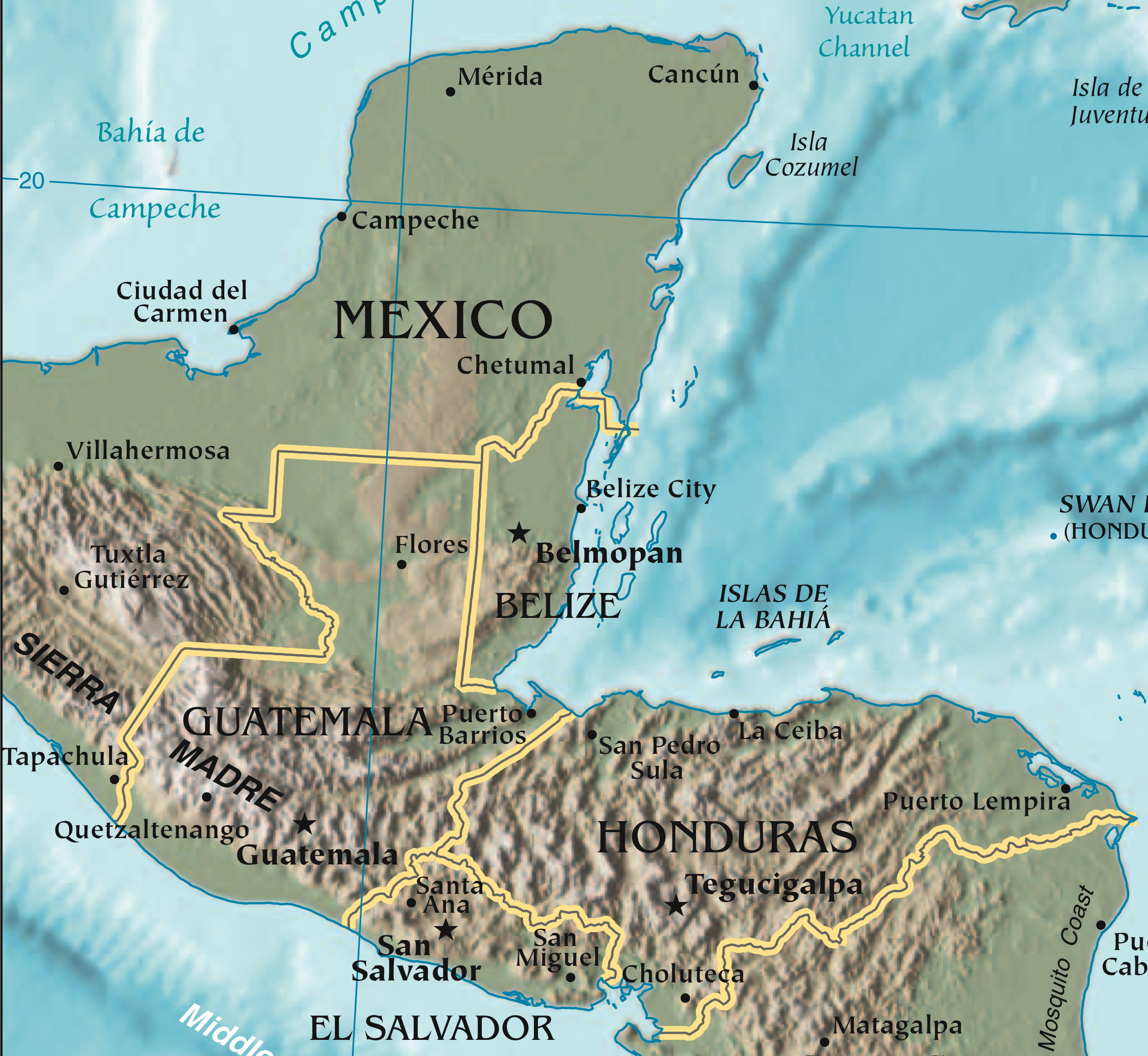
Carte montrant la frontière entre le Guatemala et le Honduras.